# Nhà liền kề

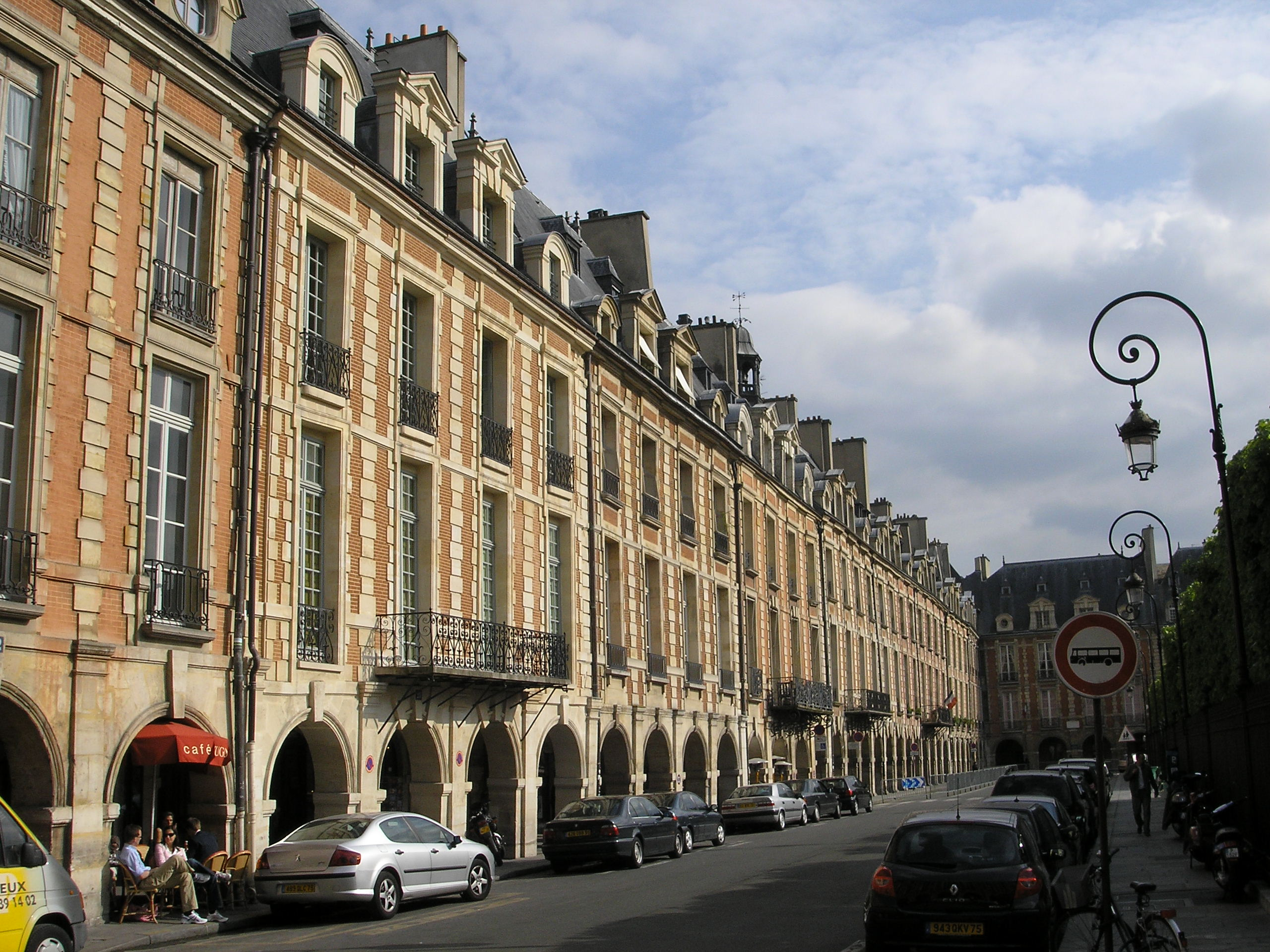
Nhà liền kề ở phía đông của Quảng trường Vosges ở Paris

Nhà liền kề hay còn gọi là nhà phố, là loại nhà xây thành dãy sát nhau và chung tường. Loại nhà này xuất hiện từ thế kỷ 16 ở châu Âu.
Ở Mỹ và Canada, kiểu nhà này được gọi là "nhà dãy". Nhà liền kề rất phổ biến ở nhiều nơi trên thế giới, đặc biệt ở các nước châu Âu và Mỹ Latinh. Một khu vực nổi bật với kiểu nhà này là Place des Vosges tại Paris, xây dựng trong khoảng thời gian từ năm 1605 đến 1612.
Ban đầu, nhà liền kề dành cho người giàu. Tuy nhiên, khi thành phố trở nên đông đúc, loại nhà này dần trở thành lựa chọn của người lao động vì tiết kiệm không gian. Gần đây, nhà liền kề được chú ý nhiều hơn khi các khu vực nội thành được cải tạo và nâng cấp, thu hút sự quan tâm của các nhà quy hoạch đô thị.

## Úc

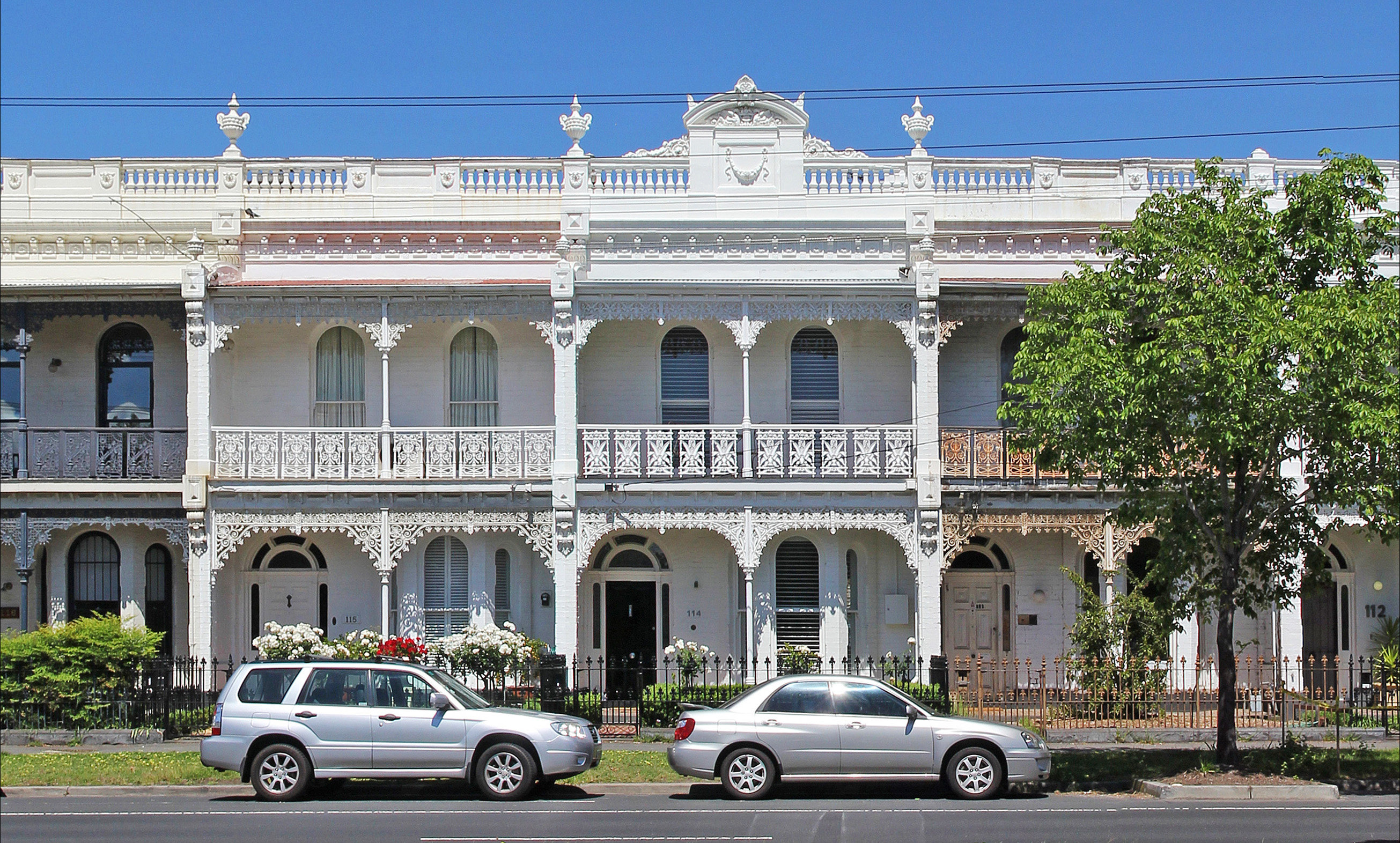
Dãy nhà liền kề ở Middle Park, Melbourne.

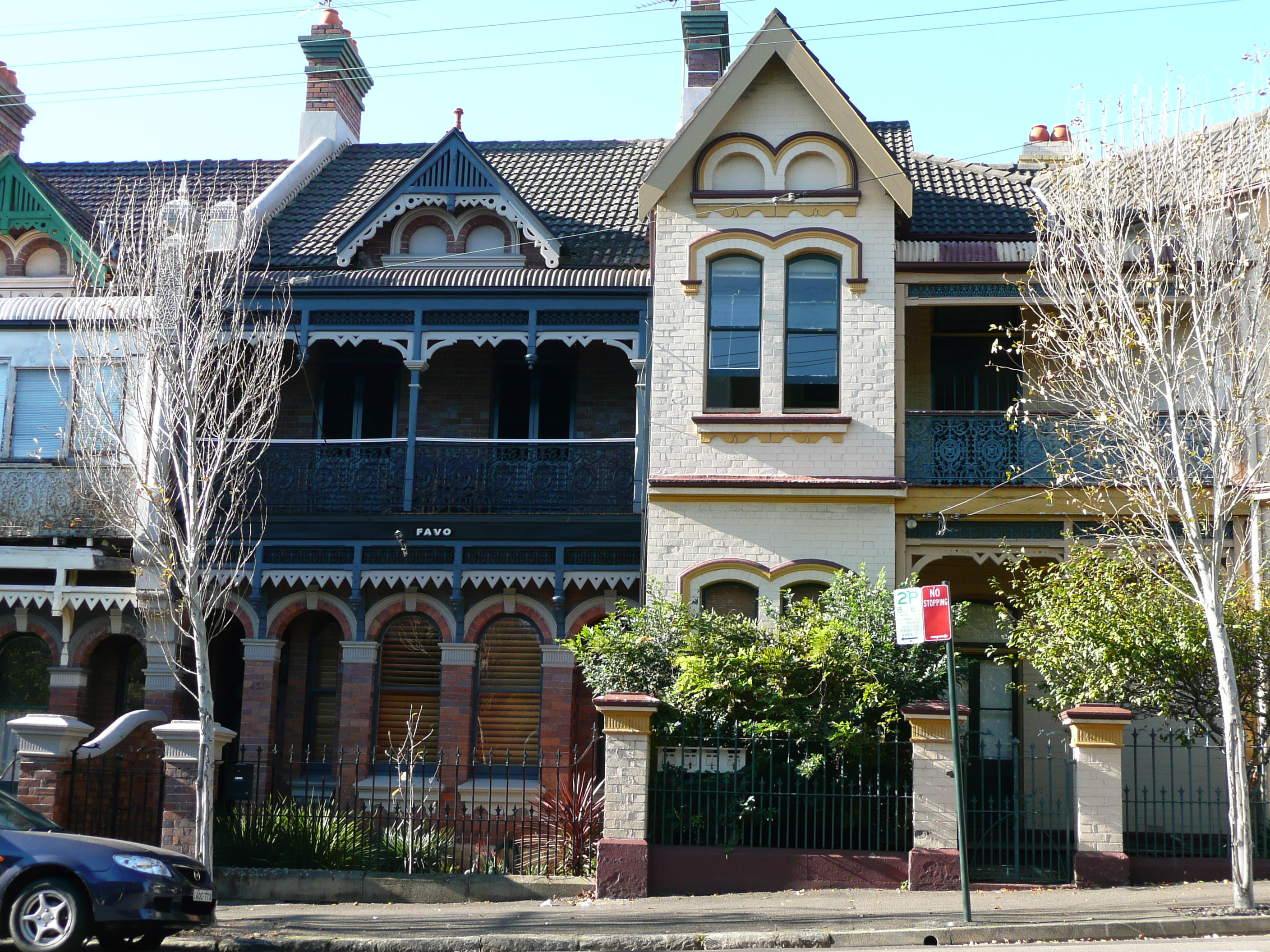
Nhà liền kề ở Glebe, Sydney.

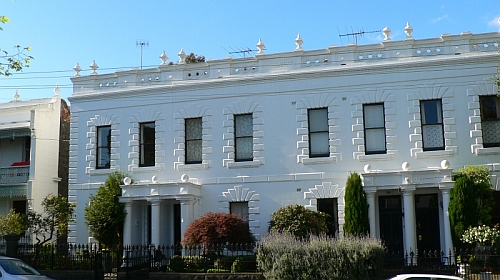
Cypress Terrace, East Melbourne, một ví dụ về dãy nhà được bảo tồn tốt

Ở Úc, "nhà liền kề" thường dùng để chỉ các dãy nhà cổ xây từ thời Victorian và Edwardian, hoặc các bản sao, nằm ở những khu trung tâm cũ của các thành phố lớn. Loại nhà này được du nhập từ Anh vào thế kỷ 19, dựa trên kiến trúc của Anh, Pháp và Ý.
Nhiều dãy nhà liền kề được xây dựng tại các thành phố lớn như Sydney và Melbourne trong khoảng từ năm 1850 đến 1890. Sau khi Úc trở thành liên bang vào năm 1901, nhà tách biệt trở nên phổ biến hơn. Hầu hết các ngôi nhà liền kề được xây bằng gạch, phủ xi măng và sơn lại.
Nhiều nhà liền kề có ban công và chi tiết trang trí bằng sắt đúc theo phong cách "Filigree". Vào những năm 1950, nhiều ngôi nhà này bị phá bỏ để thay bằng các công trình mới. Hiện nay, các khu nhà liền kề ở trung tâm thành phố đã được sửa chữa và nâng cấp, trở thành bất động sản có giá cao nhờ vị trí thuận lợi. Tuy nhiên, kiểu nhà này thường không được ưa chuộng vì phòng nhỏ, ít ánh sáng và không có cửa sổ bên hông.